# Ashington, Somerset
Ashington är en by i civil parish Chilton Cantelo, i enhetskommunen Somerset, i grevskapet Somerset, i England. Byn är belägen 5 km från Yeovil. Ashington var en civil parish fram till 1933 när blev den en del av Chilton Cantelo. Civil parish hade 40 invånare år 1931. Byn nämndes i Domedagsboken (Domesday Book) år 1086, och kallades då Essentone/Essentona.